# Whakanekeneke (rivière)
La rivière Whakanekeneke  (en anglais : Whakanekeneke River ) est un cours d’eau de la région du  Northland dans l’Île du Nord de la Nouvelle-Zélande.

## Géographie
Elle s’écoule vers l’ouest à partir de son origine au nord du lac Omapere (en), et se déverse dans le fleuve Waihou,qui est un bras de Hokianga Harbor.